# John Edwards (musicien)
Pour les articles homonymes, voir John Edwards (homonymie).
John "Rhino" Edwards, né le 9 mai 1953 à Chiswick, est un bassiste anglais qui fait partie du groupe de boogie rock britannique Status Quo depuis 1986.

## Biographie
John "Rhino" Edwards est né le 9 mai 1953 à Chiswick, un quartier du district de Hounslow situé dans l'ouest de Londres. Il grandira et passera la majorité de son enfance à Whitton dans le Middlesex.
Dès son plus jeune âge, John commença à étudier le violon et remporta à l'âge de onze ans une bourse d'études pour le London College of Music. Mais son intérêt va à la musique rock et il apprend très vite à jouer de la basse et de la guitare. Il fera partie d'un grand nombre de petits groupes, dont "The Sunday Band", "Rococo" ou le "The Spam Band"  avec lequel il accompagnera Nino Ferrer pour l'album "suite en œuf" en 1975 et fera des piges pour Sandie Shaw.

### Les débuts
À la fin des années 1970, il rencontre Mike Paxman, le guitariste de la chanteuse/compositrice anglaise Judie Tzuke qui cherche des musiciens pour former le groupe de la chanteuse. Il accepte la proposition et restera finalement six ans dans le groupe de la chanteuse, enregistrant six albums (dont un live) avec elle. Il retournera fréquemment, à partir de 2001, enregistrer quelques titres sur les albums de la chanteuse,,.
En 1985, il forme son propre groupe appelé "Rhino Edwards" avec le guitariste et futur producteur canadien Richard Lightman mais le projet avorte lorsqu'il reçoit un appel l'informant que les Dexys Midnight Runners cherchent un bassiste, il auditionnera et sera retenu. Il effectuera deux tournées américaines et participera à l'enregistrement de l'album Don't Stop Me Down. Parallèlement, il travaillera aussi avec le Climax Blues Band et Kim Wilde. Cette même année, il se retrouve à jouer sur l'album d'un chanteur norvégien, Trond Granlund, en compagnie du batteur Jeff Rich, lorsque Pip Williams leur propose de jouer sur quelques chansons de l'album solo de Rick Parfitt qu'il produit. En définitive, ils jouèrent sur la totalité de l'album mais celui-ci ne sortit jamais, quelques titres furent utilisés pour compléter les singles de Status Quo dans les années 1980.

### Avec Status Quo
Lorsque Status Quo se reforma en 1986, il manquait un batteur (Peter Kircher avait quitté le groupe pour se consacrer à sa famille) et un bassiste (Alan Lancaster avait émigré en Australie et Francis Rossi ne voulait plus jouer avec lui). Rick Parfitt et Pip Williams conseillèrent à Francis Rossi d'essayer John et Jeff Rich ce que celui-ci accepta. Le groupe enfin au complet, il entra en studio enregistrer son nouvel album In the Army Now qui relancera la carrière du groupe. Depuis ce temps, John "Rhino" Edwards commença à participer à l'écriture de chansons et est encore aujourd'hui le bassiste de Status Quo.

### En solo
En 2000, il sort son premier album solo appelé Rhino's Revenge dans lequel il joue de la basse, de la guitare et chante. Tous les membres de Status Quo viendront jouer sur son album, de même que Mike Paxman qui en sera aussi le producteur.

### Vie privée
John "Rhino" Edwards épouse Kathy (née en 1960) en mars 1986 avec qui il aura trois enfants prénommés Max (né en 1987), Freddie (né en 1989) et Mae (née en 1991). Toute la famille vit à Teddington dans la région du West London.
John est un grand fan du Brentford Football Club.

### Origine de ses surnoms
On l'appelle "Rhino" parce qu'il peut imiter avec sa basse le cri du Rhinocéros, ce surnom date de l'époque où il travaillait pour Judie Tzuke. "The bludgeon" (la matraque) lui vient du fait qu'il est d'une grande maladresse et qu'il casse énormément d'objets sur son passage.

## Équipement

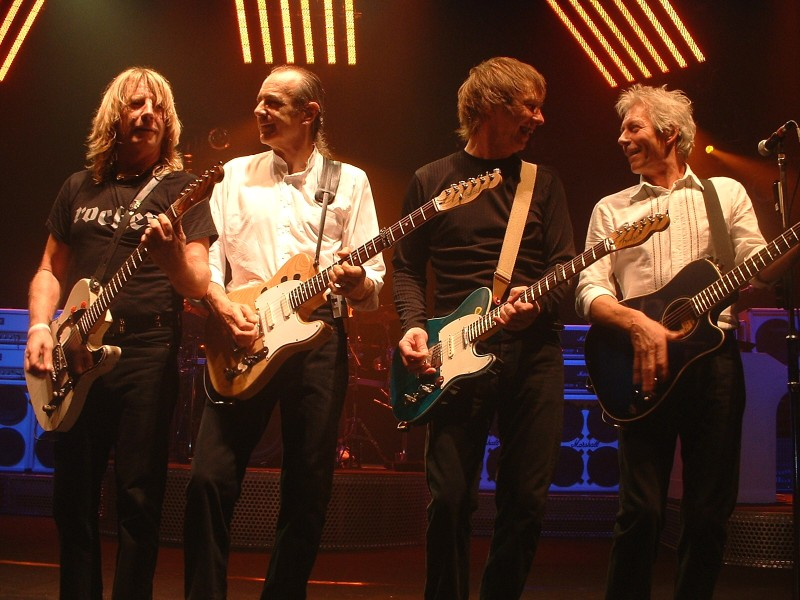
Rhino(3e à partir de la gauche) à la guitare pendant l'interprêtation de Gerdundula en 2005

John "Rhino" Edwards utilise principalement et exclusivement en tournée des basses "Status" 4 et 5 cordes(rien à voir avec Status Quo) sans têtes. Il possède aussi une grande collection de basse incluant la Fender Jazz Bass, la Fender Precision, des basses Alembic et bien d'autres. Pour le titre "Gerdundula" dans lequel il partage les solos avec Francis Rossi, il utilise une guitare électrique Tanglewood ou une Fender Telecaster.
Pour l'amplification de sa basse, il utilise deux amplificateurs Marshall Dynamic Bass System couplés à 1 x 2 haut-parleurs de 15" et 1 x 4 haut-parleurs de 10". Pour la guitare, il utilise l'ampli Marshall JCM800 couplé à quatre haut-parleurs de 12".
Pour les effets il utilise un système multi effets Roland B5 principalement pour les solos et l'effet Flanger.

## Discographie
Hors compilations

### En solo
- Rhino's Revenge (2000)

### Avec Judie Tzuke
- Sportscar (1980)
- I Am the Phoenix (1981)
- Shoot the Moon (1982)
- Road Noise (live) (1982)
- Ritmo (1983)
- The Cat Is Out (1985)

### Avec Status Quo
- In the Army Now (1986)
- Ain't Complaining (1988)
- Perfect Remedy (1989)
- Rock Til' You Drop (1991)
- Live Alive Quo (live) (1992)
- Thirsty Work (1994)
- Don't Stop (1996)
- Under the Influence (1999
- Famous in the Last Century (2000)
- Heavy Traffic (2002)
- Riffs) (2003)
- The Party Ain't Over Yet (2005)

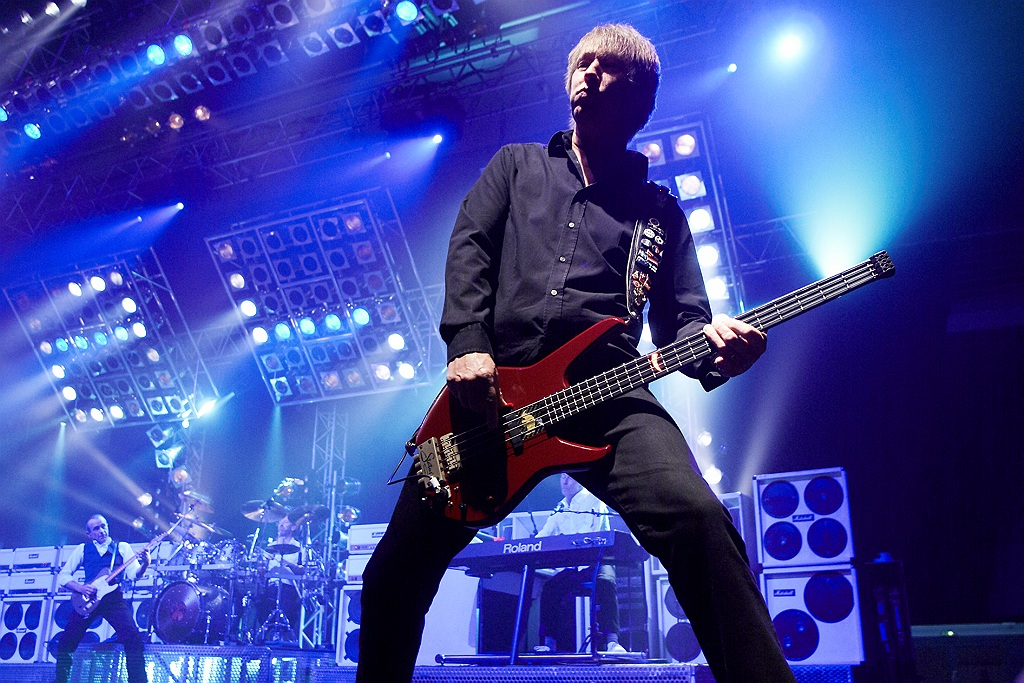
Rhino lors du Classic Rock Festival à Hambourg en 2007

- In the Search of the Fourth Chord (2007)
- Quid Pro Quo (2011)
- Bula Quo (2013)

### Autres participations
- Dexys Midnight Runners
  - Don't Stop Me Down (1985)
- Peter Green
  - Blue Guitar (1985)
- Trond Granlund
  - Hearts in danger (1985)
- Kim Wilde
  - Another Step (deux titres) (1986)
- Climax Blues Band
- Drastic Steps (1988)
- Il enregistra aussi pour Nick Kamen, Brenda Cochrane, Ronnie Johnson, Johnny Warman[8].